# シティアクセス

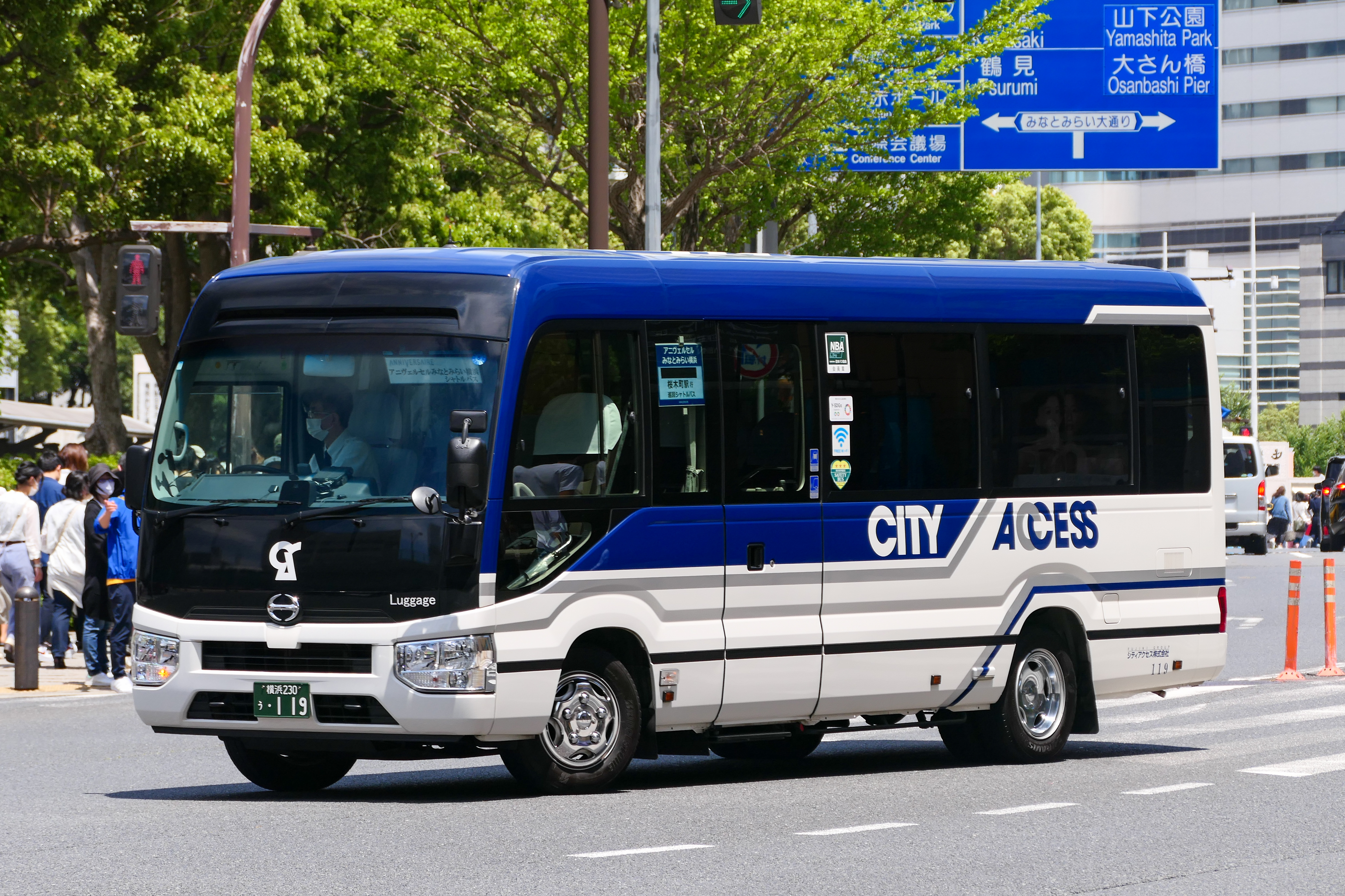
保有車両の例（日野・リエッセ）

シティアクセス株式会社（Cityaccess Co, Ltd.）は、神奈川県横浜市中区に本社を置く貸切バス事業者である。

## 概要・沿革
1987年12月に港湾荷役事業者である藤木企業株式会社の旅客輸送部として創業、1997年6月に同社グループの100％子会社として設立され、同年9月1日付で一般貸切旅客自動車運送事業免許(現在は許可)の譲受により営業を開始した。
現在は、エクセル航空との提携によりヘリコプターによるナイトクルージングサービス、コンサルテーション、航空イベントの運営受託（国際航空宇宙展・レッドブルフライトパフォーマンス他）等の航空関連事業、貸切バス業務システムソフトウェアの開発・販売等も行っている。
2009年に開催された開国博Y150で会場間巡回シャトルバスの運行を手がけた。

## 本社・営業所・子会社
- 本社営業所 - 神奈川県横浜市中区新山下3-8-45
- 株式会社シティアクセス川崎 - 神奈川県川崎市川崎区東扇島6-10かわさきファズ物流センター2F
- 株式会社シティアクセス相模 - 神奈川県厚木市山際252-1